# Callirhipis excellens
Callirhipis excellens is een keversoort uit de familie Callirhipidae. De wetenschappelijke naam van de soort werd in 1926 gepubliceerd door Fritz Isidore van Emden.